# Празеодијум
Празеодијум (Pr, лат. praseodymium), је хемијски елеменат из групе лантаноида. Име је добио од грчких речи πρασιoς (prasios) и διδυμoς (didymos) које заједно имају значење „зелени близанац“.
Празеодијум је заступљен у Земљиној кори у количини од 9,5 ppm (енгл. parts per million). Најважнији минерали празеодијума су: монацит  и 

## Историја
Године 1751. шведски минералог Аксел Кронстедт открио је један тешки минерал у руднику код Бастнаса, касније назван церит. Тридесет година касније, петнаестогодишњи дечак Вилхелм Хисингер, чија породица је била власник рудника, послао је узорак тог минерала хемичару Карлу Вилхелму Шелу, који није пронашао ни један нови елемент у том минералу. Године 1803. након што је Хисигер одрастао и постао металург, вратио је минерал Берцелијусу који је из њега изоловао нови оксид, давши му назив церија, према патуљастој планети Церери, откривеној две године раније. Ретку земљу церију истовремено и независно од њега изоловао је и Мартин Хајнрих Клапрот у Немачкој. Између 1839. и 1843. шведски хирург и хемичар Карл Густаф Мосандер доказао је да је церија смеша одређених оксида. Он је раздвојио још два оксида из ње, те их назвао лантана и дидима.
Пер Теодор Клив је 1874. приметио да се код дидима ради заправо о два елемента. Из дидима, који је добио из минерала самарскита, Лекок де Буабодран је 1879. издвојио елемент самаријум. Године 1885. Карлу Ауеру је успело да раздвоји дидим на елементе празеодијум и неодијум, који граде соли различитих боја.

## Особине

### Физичке особине
Празеодијум је дуктилни метал чија се тврдоћа може упоредити са сребром. Његових 59 електрона је организовано у конфигурацију . Теоретски, свих пет спољашњих електрона би се могло понашати као валентни електрони, међутим да би свих пет били валентни потребни су екстремни услови. Обично, празеодијум даје до три, а ретко четири електрона у својим једињењима. Он је први међу лантаноидима са електронском конфигурацијом која одговара Aufbau принципу, који предвиђа да 4f орбитале имају ниже енергетске нивое од 5d орбитала. Ова појава се јавља код лантана и церијума, јер се нагла контракција 4f орбитала не јавља се све до након лантана, а код церијума није довољно снажна да би спречила заузимање 5d подљуске. Ипак, празеодијум у чврстом стању има конфигурацију , са једним електроном у 5d подљусци као и сви остали тровалентни лантаноиди (сви осим европијума и итербијума, који су двовалентни у металном стању).
Празеодијум је меки, сребрено-сјајни парамагнетични метал, који спада у лантаноиде и метале ретких земаља. Изложен ваздуху, нешто више је отпоран на оксидацију (корозију) од европијума, лантана или церијума, али се прекрива бледо зеленим слојем оксида који се љушти. При температури од 798 °C прелази из хексагоналне структуре α-Pr у кубну просторно-центрирану β-Pr структуру.

### Хемијске особине
При високим температурама, празеодијум гори дајући сесквиоксид . Са водом реагује градећи празеодијум хидроксид истискајући из ње водоник. У својим једињењима, он се налази у тро- и четворовалентном стању, при чему се тровалентни оксидациони број јавља много чешће. Јони Pr(III) су зелено-жути, док су јони Pr(IV) без боје. Под посебним редуктивним условима може се добити и двовалентни празеодијум нпр. у празеодијум(II,III) јодиду.
Метал празеодијум полако потамни на ваздуху, формирајући љускави оксидни слој попут гвоздене рђе; узорак празеодијума величине једног центиметра потпуно кородира за око годину дана. Он лако сагорева на 150  °C формирајући празеодијум() оксид, нестехиометријско једињење приближне композиције :
Оно се може редуковати до празеодијум(III) оксида помоћу водоничног гаса. Тамно обојени празеодијум() оксид, 2, представља у највећој мери оксидовани продукат сагоревања празеодијума и настаје једино реакцијом празеодијума са чистим кисеоником на 400  °C и 282 . Реактивност празеодијума је у складу са периодним трендовима, јер је један од првих и стога један од највећих лантанида. На 1000  °C, многи празеодијумски оксиди са композицијом  постоје као неуређене, нестехиометријске фазе са 0 < x < 0.25, али при 400–700  °C оксидни дефекти постају уређени, креирајући фазе са хемијском формулом  са n = 4, 7, 9, 10, 11, 12, и ∞. Ове фазе PrOy се понекад обележавају α и β′ (нестехиометријске), β (y = 1.833), δ (1.818), ε (1.8), ζ (1.778), ι (1.714), θ, и σ.

### Изотопи
Празеодијум у природи се састоји само из једног стабилног изотопа 141. Осим њега, познато је још 38 других радиоактивних изотопа, при чему су изотопи 143 и 142Pr са временима полураспада од 13,57 дана и 19,12 сати, најдуже живући. Сви остали радиоактивни изотопи имају времена полураспада краћа од 6 сати, а већина од њих чак и мање од 33 секунде. Такође постоји шест нуклеарних изомера од којих су најстабилнији  (t½ 2,12 сати),  (t½ 14,6 минута) и  (t½ 11 минута).
Изотопи се крећу у погледу атомских маса између 120,955 (121Pr) и 158,955 (159).

## Распрострањеност
Празеодијум се у природном облику јавља само у својим једињењима, најчешће заједно са другим лантаноидима, односно минералима:
- церитом
- монацитом
- бастнеситом  и
- мишметалом, који садржи од 3 до 5% празеодијума.

Његова количина у земљишту креће се између 1 и 15 ppm односно од 0,0001% до 0,0015%. Његов удео у морској води износи 1 ppt односно 1 • 10−10%. Празеодијума у атмосфери готово да и нема. Светске резерве празеодијума се процењују на око 4 милиона тона.

## Добијање
Као и код свих других лантаноида, прво се руда обогаћује флотацијом, затим се метали преводе у одговарајуће халогениде, те се затим раздвајају разним техникама као што су фракциона кристализација, јонско-измењивачка техника или екстракција.
Метални празеодијум се добија електролизом растворени соли или редукцијом са калцијумом.
{\displaystyle \mathrm {2\ PrF_{3}\ +\ 3\ Ca\ \longrightarrow \ 2\ Pr\ +\ 3\ CaF_{2}} }

## Употреба
Празеодијум се користи у легурама са магнезијумом за производњу врло чврстих материјала за авионске моторе. Легуре са кобалтом и жељезом су врло снажни стални магнети. Једињења празеодијума се користе у индустрији стакла и емајла за њихово бојење (на пример код зелено обојених рефлекторских стакала за осветљавање). Његова једињења такође побољшавају апсорпцију ултраљубичастог зрачења, што се користи за израду заштитних стакала за очи при заваривању.

## Једињења

### Оксиди
- зелени празеодијум() оксид
- смеђе-црни празеодијум() оксид
- готово црни празеодијум() оксид

### Халогениди
Познат је већи број халогенида разних оксидацијских стања, на пример празеодијум() флуорид (3), празеодијум() флуорид, празеодијум() хлорид, празеодијум(III) бромид, празеодијум() јодид, празеодијум() јодид и други. Тровалентни халогениди граде различите хидрате.
Осим тога, постоје и многи флуоридни комплекси као што је  где је Pr четворовалентан.

### Друга једињења
Бинарна једињења празеодијума су нпр. празеодијум(III) сулфид, празеодијум нитрид (PrN) и празеодијум фосфид (PrP).
Поред тога, празеодијум је присутан и у разним солима, као што је хигроскопни празеодијум(III) нитрат, те лепо кристалисани празеодијум() сулфат.
- Празеодијум() сулфат октахидрат
- Празеодијум() хлорид хептахидрат